# Copyright alert system
Le Copyright Alert System (ou CAS, ou Six Strike) était un dispositif législatif américain de riposte graduée créé le 7 juin 2011 et mis en place effectivement par 5 des plus importants fournisseurs d'accès à Internet américains (Verizon, Comcast, AT&T, Cablevision et Time Warner) à partir de février 2013,. Le système a été abandonné le 31 janvier 2017. Proche dans l'esprit de ce qu'accomplit la HADOPI en France, le dispositif vise à « éduquer les consommateurs » et à « réduire les vols de contenus en ligne ». D'après un document diffusé par TorrentFreak, il prévoit la série de sanctions suivante, dont chacune correspond à une prétendue violation de copyright :
- Deux alertes, par mail et par message téléphonique automatique
- Deux alertes par redirection du navigateur vers une page où l'utilisateur doit visionner une vidéo sur les conséquences du piratage et la protection du copyright, puis accuser réception des alertes par un bouton d'accusé de réception avant de pouvoir continuer sa navigation.
- Deux alertes par redirection de l'utilisateur où ce dernier a le choix entre voir sa vitesse de connexion réduite immédiatement à 256 kb/s (pour 2 ou 3 jours), ou reporter cette sanction de 14 jours, ou demander un arbitrage par l'American Arbitrary Association (AAA). Dans cette dernière hypothèse l'utilisateur doit payer 35 dollars, remboursés si on lui reconnaît avoir eu raison.

Passées ces sanctions, aucun dispositif supplémentaire de poursuite n'est prévu, la directrice exécutive du Center for Copyright Information (CCI) expliquant dans une interview à la radio « ne pas leur envoyer plus d'alertes. Parce que ce genre de client n'est pas ceux que nous cherchons à atteindre avec ce programme ».

## Critiques
Dès son annonce le dispositif est critiqué sur son efficacité et sur la question du respect de la vie privée. L'Electronic Frontier Foundation déclare notamment que les contenus censés « éduquer » le consommateur relèvent de la propagande, et que les termes de l'accord ne reconnaissent pas le principe de la présomption d'innocence. De plus, l'ONG souligne que l'un des mécanismes censés garantir la justice du dispositif, à savoir l'audit des méthodes de surveillance P2P destinées à identifier les contrefacteurs et des procédures des FAI pour coupler les adresses IP à leurs clients, était en fait confiée à Stroz Friedberg, entreprise de lobbying qui a représenté la RIAA au Congrès entre 2004 et 2009.

## Participants au programme
En février 2013, d'après le site de la National Cable & Telecommunications Associations, les parties prenantes de l'accord sont les suivantes. 
- MPAA et membres de cette dernière
  - Walt Disney Studios Motion Pictures
  - Paramount Pictures Corporation
  - Sony Pictures Entertainment Inc.
  - Twentieth Century-Fox Film Corporation
  - Universal City Studios
  - Warner Bros. Entertainment
- RIAA et membres de cette dernière
  - Universal Music Group
  - Warner Music Group
  - Sony Music Entertainment
  - EMI Music Amérique du Nord
- Fournisseurs d'accès à Internet
  - AT&T
  - Cablevision Systems
  - Comcast Corporation
  - Time Warner Cable
  - Verizon
- Independent Film & Television Alliance
- American Association of Independent Music